# Hernán Biasotto
Hernán Armando Biasotto (Unquillo, Córdoba, 20 de octubre de 1972) es un exfutbolista argentino que jugaba como defensor.

## Trayectoria

### Talleres
Biasotto debutó con la camiseta de Talleres en 1993. En su primera temporada consiguió el ascenso a Primera División, al derrotar a Instituto, en la final por el segundo ascenso. Jugó en Talleres hasta 1997. Tuvo una segunda etapa en el club, en la temporada 2004/05.

### Atlético Tucumán
En el año 1997 se mudó a San Miguel de Tucumán, para jugar en Atlético Tucumán. Con la camiseta del decano jugó hasta 1999.

### Quilmes
En el 2000 llegó a Quilmes, donde tuvo un breve paso. En la temporada 2001/02 tuvo su segundo paso por el club.

### Gimnasia de Jujuy
Para la temporada 2000/01 pasó a Gimnasia de Jujuy. Con el equipo jujeño disputó una temporada.

### Barcelona de Ecuador
En 2002 tuvo su primera experiencia en el extranjero, cuando se sumó a Barcelona de Ecuador. Con el equipo de Guayaquil jugó la Copa Sudamericana 2002.

### Instituto
En 2003 volvió a Argentina, para sumarse a Instituto. Con la gloria se coronó campeón de la B Nacional y ascendió a Primera División.

### Ben Hur
De cara a la temporada 2005/06 llegó a Ben Hur. En el club rafaelino se retiró del fútbol.

## Clubes
| Club                 | País      |
| -------------------- | --------- |
| Talleres             | Argentina |
| Atlético Tucumán     | Argentina |
| Quilmes              | Argentina |
| Gimnasia de Jujuy    | Argentina |
| Barcelona de Ecuador | Ecuador   |
| Instituto            | Argentina |
| Ben Hur              | Argentina |

## Palmarés
| Título     | Equipo    | País      | Año     |
| ---------- | --------- | --------- | ------- |
| B Nacional | Instituto | Argentina | 2003/04 |